# Delia absidata
Delia absidata este o specie de muște din genul Delia, familia Anthomyiidae, descrisă de Xue și Du în anul 2008.
Este endemică în Yunnan. Conform Catalogue of Life specia Delia absidata nu are subspecii cunoscute.